# Gordexola
Gordexola (spanisch Gordejuela) ist eine Gemeinde mit 1.711 Einwohnern (Stand: 2024) in der Provinz Bizkaia in der Autonomen Gemeinschaft Baskenland im Norden Spaniens.

## Gemeindegliederung
Die Gemeinde besteht neben dem Hauptort Sandamendi aus den Ortschaften:
- Azkarai
- Berbikiz
- Iratzagorria
- Rodayega
- Ugarte
- Urarte
- Zaldu
- Zubieta

## Lage
Gordexola befindet sich etwa 15 Kilometer südwestlich von Bilbao im Tal des Río Barbadun in einer Höhe von ca. 75 m.

## Bevölkerungsentwicklung
| Jahr      | 1950 | 1970 | 1981 | 1991 | 2001 | 2011 | 2021 |
| Einwohner | 1857 | 2031 | 1701 | 1524 | 1415 | 1756 | 1723 |

## Sehenswürdigkeiten
- Johanniskirche (Iglesia de San Juan del Molinar)
- Rathaus

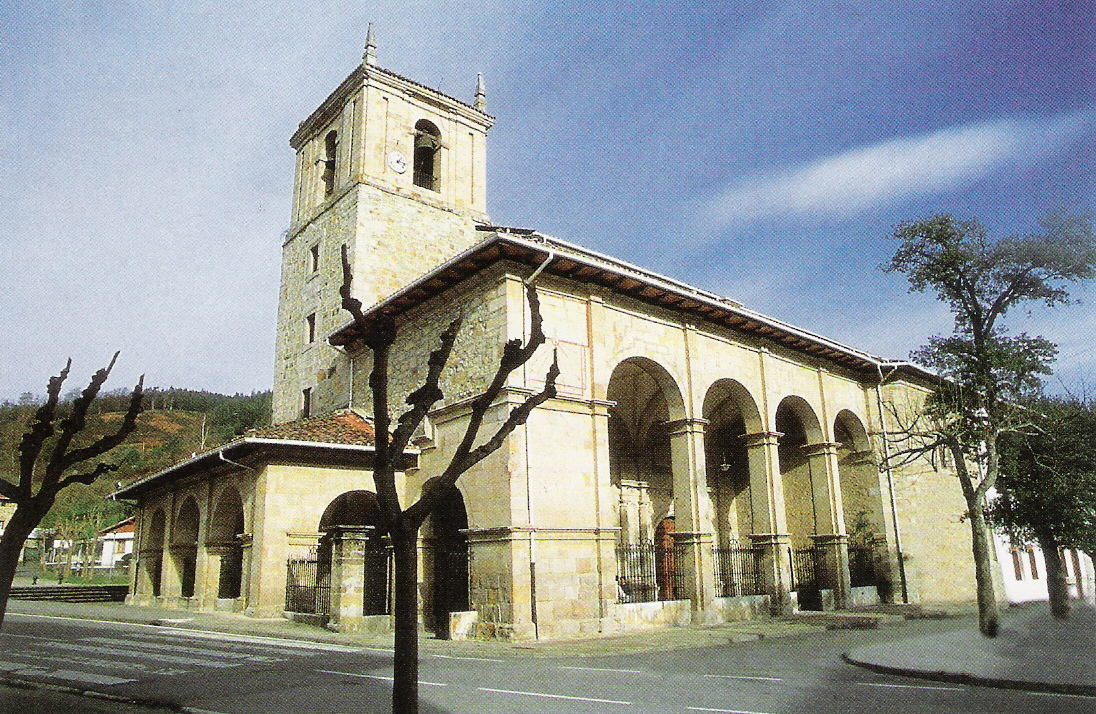
Johanniskirche
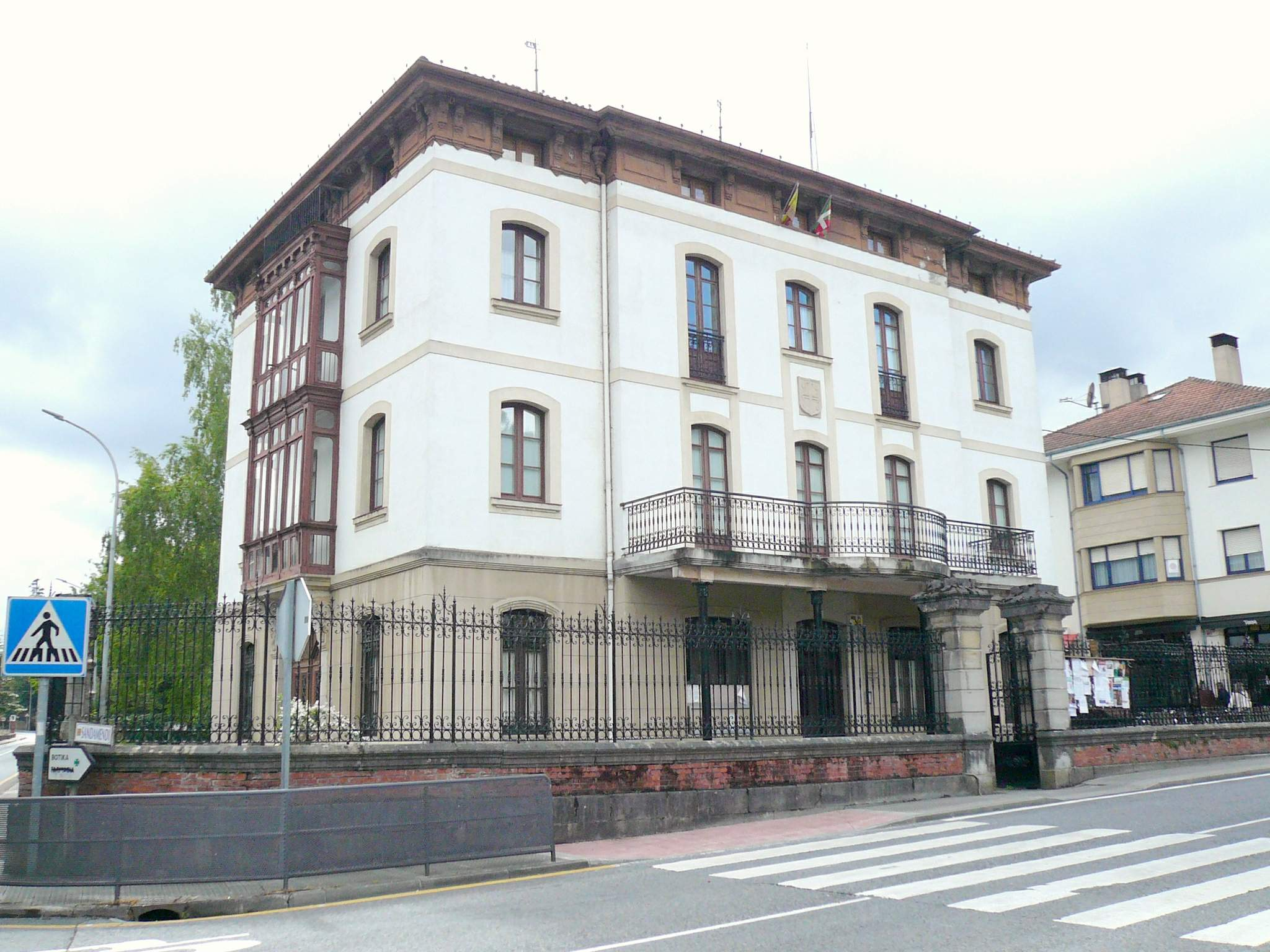
Rathaus

## Persönlichkeiten
- José Antonio de Echávarri (1789–1834), Gouverneur von Puebla (Mexiko)
- Cesáreo Galíndez (1894–1990), Unternehmer und (17.) Präsident von Athletico Madrid
- Federico Ezquerra (1909–1986), Radrennfahrer